# Соргу
Соргу (швед. ест. Sorkholm)  — безлюдний естонський острівець 5-гектарів (12-акрів) у Ризькій затоці, за 5 км на південний схід від острова Манілайд . Адміністративно Соргу належить до села Манійланд в волості Тистамаа Пярнуського повіту.
Рифи Соргу вже згадувалися на лівонській карті Віллема Янзуна Блау 1662 року як Соркгольм. У 1904 році побудовано 16-метровий цегляний маяк з господарськими будівлями. Пізніше, у 1913 році, комплекс було розширено для розміщення сім'ї доглядача маяка. Маяк автоматизований з 1970-х років.   

## Дивись також
Список островів Естонії